# Anche se è amore non si vede
- Ma stiamo parlando di femmine vero compà?»
(Dialogo fra Valentino e Salvo)
Anche se è amore non si vede è un film del 2011 diretto e interpretato da Salvatore Ficarra e Valentino Picone.
È il loro primo film di ambientazione non siciliana, girato a Torino e in altri luoghi del Piemonte (Verbania e Lago Maggiore). 

## Trama
Salvo e Valentino sono due amici fin dai tempi della scuola elementare e gestiscono insieme un'attività nel campo del turismo a Torino, che fanno conoscere ai clienti compiendo giri turistici con un pullman a due piani.
Salvo è single ed in perenne ricerca dell'anima gemella, che spera di trovare assumendo hostess a cui pone come unico requisito l'essere avvenenti e libere da legami sentimentali. A un certo punto viene assunta Natasha, giovane e bella guida turistica del Nord Europa che però non conosce nessuna lingua straniera e che, solo dopo l'assunzione, si scopre essere fidanzata. Ciononostante si guadagna sin da subito il corteggiamento e l'innamoramento di Salvo, che però non ricambia.
Valentino, più introverso e riservato (infatti è lui a guidare il pullman mentre Salvo spiega), è l'appiccicoso fidanzato di Gisella, hostess dell'Alitalia con cui convive. Gisella non ne può più delle attenzioni eccessive di Valentino, che si comporta con lei in modo oppressivo e la riempie di regali assurdi, quindi approfittando della partenza per un viaggio di lavoro, chiede a Salvo di scaricare Valentino. Salvo, dopo alcuni tentativi e non senza difficoltà, riesce nel compito, ma non riesce a dire a Gisella di averlo svolto.
Nel frattempo arriva a Torino, Sonia, una vecchia amica dei tre, che vive negli Stati Uniti con il fidanzato Peter, un ragazzo freddo, poco allegro e poco socievole, nonché apertamente ostile nei confronti dell'Italia e degli italiani. Sonia, confidandosi con Valentino, gli dice di non sopportare più Peter (tanto da lasciarlo da lì a poco) e di essersi innamorata di Salvo. Valentino, nonostante la promessa fatta a Sonia di non rivelare nulla all'amico, alla fine gli dice ingenuamente come stanno le cose. Natasha, lasciata nel frattempo dal misterioso fidanzato Arturo, si dichiara attratta da Valentino (scatenando la gelosia di Salvo), mentre Gisella tornata dal viaggio di lavoro e non sapendo che lui è al corrente della situazione, si rode anch'essa dalla gelosia nel vedere Valentino divertirsi e ballare scatenato con Natasha durante la festa di addio al celibato di Orazio.
In un crescendo di equivoci alimentati dapprima da falsi pettegolezzi che sostengono che Salvo sia l'amante di Gisella, e in seguito da false credenze come Peter che prende quasi subito ad antipatia Valentino perché, secondo lui, è a sua volta l'amante di Sonia, si arriva al tanto atteso matrimonio di Orazio, che durante il rinfresco si imbosca in bagno con una donna. A cerimonia ancora in corso, arriva improvvisamente l'ex fidanzata Natasha che riconosce Orazio e fa sapere a tutti che sotto le mentite spoglie di Arturo c'era proprio lui, così la neo-moglie Angela scopre tutto anche grazie a Gisella (testimone insieme a Salvo dell'imboscamento di Orazio con l'ulteriore amante) e si vendica insieme a Natasha aggredendolo fisicamente.
L'infedeltà di Orazio/Arturo causa anche una scazzottata tra i parenti della sposa e dello sposo, nonché una rissa con sedie e piatti che volano tra gli amici dello sposo e tra Peter e un gruppo di turisti americani dimenticati da Salvo sul City Bus parcheggiato fuori.
Nel caos generale, tutto si risolve e l'amore trionfa: Gisella si ravvede e torna con Valentino, mentre tra Salvo e Sonia nasce un nuovo sentimento celato per troppo tempo in amicizia e al quale inizialmente Salvo non ha creduto.

## Distribuzione
Il film è stato distribuito al cinema il 23 novembre 2011.

## Curiosità
- Salvo balla e canta felicemente al ritmo di "Hakuna Matata!" ("Senza pensieri" in lingua swahili), la storica canzone lanciata dal film cartoni animati Il re leone.
- La scena della scazzottata finale tra parenti e amici degli sposi è un chiaro omaggio alla coppia Bud Spencer-Terence Hill. Ulteriormente curiosa è la presenza nel cast di Sal Borgese (nel ruolo del padre di Orazio), storico personaggio e stuntman dei film con Bud Spencer e Terence Hill (o solamente con uno dei due), e di Giovanni Esposito e Sascha Zacharias che poco tempo prima sono stati protagonisti insieme a Bud Spencer nella serie televisiva I delitti del cuoco.
- Quando il pullman blocca il traffico ed intervengono dei poliziotti, uno dei due asserisce che si tratta del classico ingorgo a croce uncinata, un omaggio a Luciano De Crescenzo e al suo film Così parlò Bellavista.

## Tematiche
Oltre alla prevalente tematica sentimentale, Ficarra e Picone fanno riferimento anche all'emigrazione siciliana (inquadrata nel più ampio contesto dell'emigrazione meridionale) che ha interessato particolarmente il capoluogo piemontese dagli anni del cosiddetto miracolo economico italiano.

## Accoglienza

### Incassi
Il film ha realizzato in Italia un incasso al botteghino di 6002000 €.